# Money in the Bank (2023)
Cet article concerne l'édition 2023 du pay-per-view Money in the Bank. Pour toutes les autres éditions, voir WWE Money in the Bank.
Pour les articles homonymes, voir Money in the Bank.
L'édition 2023 de Money in the Bank est un Premium Live Event de catch (lutte professionnelle) produit par la World Wrestling Entertainment, une fédération de catch américaine qui est télédiffusée et visible en paiement à la séance sur le WWE Network. L'événement a eu lieu le 1er juillet 2023 au O2 Arena, à Londres (Royaume-Uni). Il s'agit de la quatorzième édition de Money in the Bank.
C'est la troisième fois que la compagnie organise un PLE en Europe, après SummerSlam à Londres et Clash at the Castle au Pays de Galles.

## Contexte
Les spectacles de la World Wrestling Entertainment (WWE) sont constitués de matchs aux résultats prédéterminés par les scénaristes de la WWE. Ces rencontres sont justifiées par des storylines – une rivalité avec un catcheur, la plupart du temps – ou par des qualifications survenues dans les shows de la WWE telles que Raw et SmackDown. Tous les catcheurs possèdent une gimmick, c'est-à-dire qu'ils incarnent un personnage gentil (Face) ou méchant (Heel), qui évolue au fil des rencontres. Un événement comme Money in the Bank est donc un événement tournant pour les différentes storylines en cours,.

### The Usos contre Roman Reigns et Solo Sikoa
Le 1er avril à WrestleMania 39, les Usos ne conservent pas leurs titres incontestés par équipes, battus par Kevin Owens et Sami Zayn. Le 27 mai à Night of Champions, les deux catcheurs canadiens conservent leurs titres en battant Solo Sikoa et Roman Reigns. Pendant le combat, les jumeaux sont intervenus dans la rencontre pour attaquer Kevin Owens avant de porter par erreur un double Superkick sur leur frère cadet sous les yeux du chef de la Bloodline. Agacé de voir son cousin maltraiter son frère jumeau, Jimmy Uso effectue un Face Turn, porte deux Supericks au premier avant de partir avec le second, bien que ce dernier semble indécis entre choisir le camp de son cousin ou celui de son frère aîné. Le 16 juin à SmackDown, Jey Uso effectue aussi un Face Turn, car annonce quitter officiellement la Bloodline avec son frère aîné et porte un Superkick sur son ex-Tribal Chief. Les jumeaux portent ensuite un Superkick sur leur frère cadet et un autre sur Roman Reigns. Le soir même, la compagnie annonce officiellement un "Bloodline Civil War" Tag Team match entre les deux équipes de catcheurs samoans au PLE.

### Seth "Freakin" Rollins (c) contre Finn Bálor
Il y a presque 7 ans à SummerSlam, Finn Bálor est devenu le premier champion Universel de l'histoire après avoir battu Seth Rollins. Le lendemain à Raw, il a été contraint d'abandonner la ceinture, à la suite de sa blessure à l'épaule droite survenue lors du match de la veille, et de s'absenter pendant 7 mois. Mais une fois sur la rampe, son rival passe à côté de lui et lui rie au nez, ce qui le marque à vie.
Le 27 mai à Night of Champions, Seth "Freakin" Rollins devient le premier champion du monde poids-lourds de l'histoire en battant AJ Styles en finale du tournoi et remporte son 6e titre personnel. Le 12 juin à Raw, presque 7 ans plus tard, le catcheur irlandais a rejoint le Judgment Day, évolué et, pour se venger du Visonary, défie ce dernier dans un match pour sa ceinture au PLE, ce que l'ancien double champion Universel accepte.

### Cody Rhodes contre Dominik Mysterio
Le 5 juin à Raw, Cody Rhodes est l'invité de l'émission "Miz TV" du Miz qui présente les deux membres du Judgment Day, Dominik Mysterio et Rhea Ripley. Le jeune catcheur se moque du American Nightmare, dit que ce dernier est un mauvais père et devrait retourner auprès de sa petite fille, mais celui-ci lui réplique que Rey Mysterio a fait des erreurs et que Dominik en fait partie. Le protégé de la catcheuse australienne fait mine de quitter le ring, mais y retourne pour gifler son rival avant de repartir. La semaine suivante à Raw, le gagnant du Royal Rumble interrompt la présentation de la nouvelle ceinture de Rhea Ripley et annonce défier Dominik dans un match au PLE, ce que cette dernière accepte plus tard.

## Tableau des matchs
| Ordre par numéros                                                                         | Résultat                                                                                       | Stipulation(s) | Temps |
| ----------------------------------------------------------------------------------------- | ---------------------------------------------------------------------------------------------- | --- | ----- |
| 1                                                                                         | Damian Priest bat Ricochet, Shinsuke Nakamura, LA Knight, Santos Escobar, Butch et Logan Paul, | Men's Money in the Bank Ladder match, Le gagnant pourra utiliser sa mallette afin d'obtenir un match pour le championnat masculin de son choix à tout moment pendant un an.   | 20:25 |
| 2                                                                                         | Liv Morgan et Raquel Rodriguez battent Ronda Rousey (c) et Shayna Baszler (c),                 | Tag Team match pour les WWE Women's Tag Team Championship, | 9:00  |
| 3                                                                                         | Gunther (c) bat Matt Riddle par soumission,                                                    | Match simple pour le WWE Intercontinental Championship, | 7:35  |
| 4                                                                                         | Cody Rhodes bat Dominik Mysterio (avec Rhea Ripley),                                           | Match simple, | 8:40  |
| 5                                                                                         | IYO SKY bat Zelina Vega, Becky Lynch, Zoey Stark, Bayley et Trish Stratus,                     | Women's Money in the Bank Ladder match, La gagnante pourra utiliser sa mallette afin d'obtenir un match pour le championnat féminin de son choix à tout moment pendant un an. | 18:05 |
| 6                                                                                         | Seth "Freakin" Rollins (c) bat Finn Bálor,                                                     | Match simple pour le WWE World Heavyweight Championship, | 12:40 |
| 7                                                                                         | The Usos (Jimmy et Jey) battent The Bloodline (Roman Reigns et Solo Sikoa) (avec Paul Heyman), | "Bloodline Civil War" Tag Team match, | 32:05 |
| La lettre C placée entre parenthèses désigne la personne ou l’équipe championne en titre. |                                                                                                | |       |